# Rudolf Schweinitz

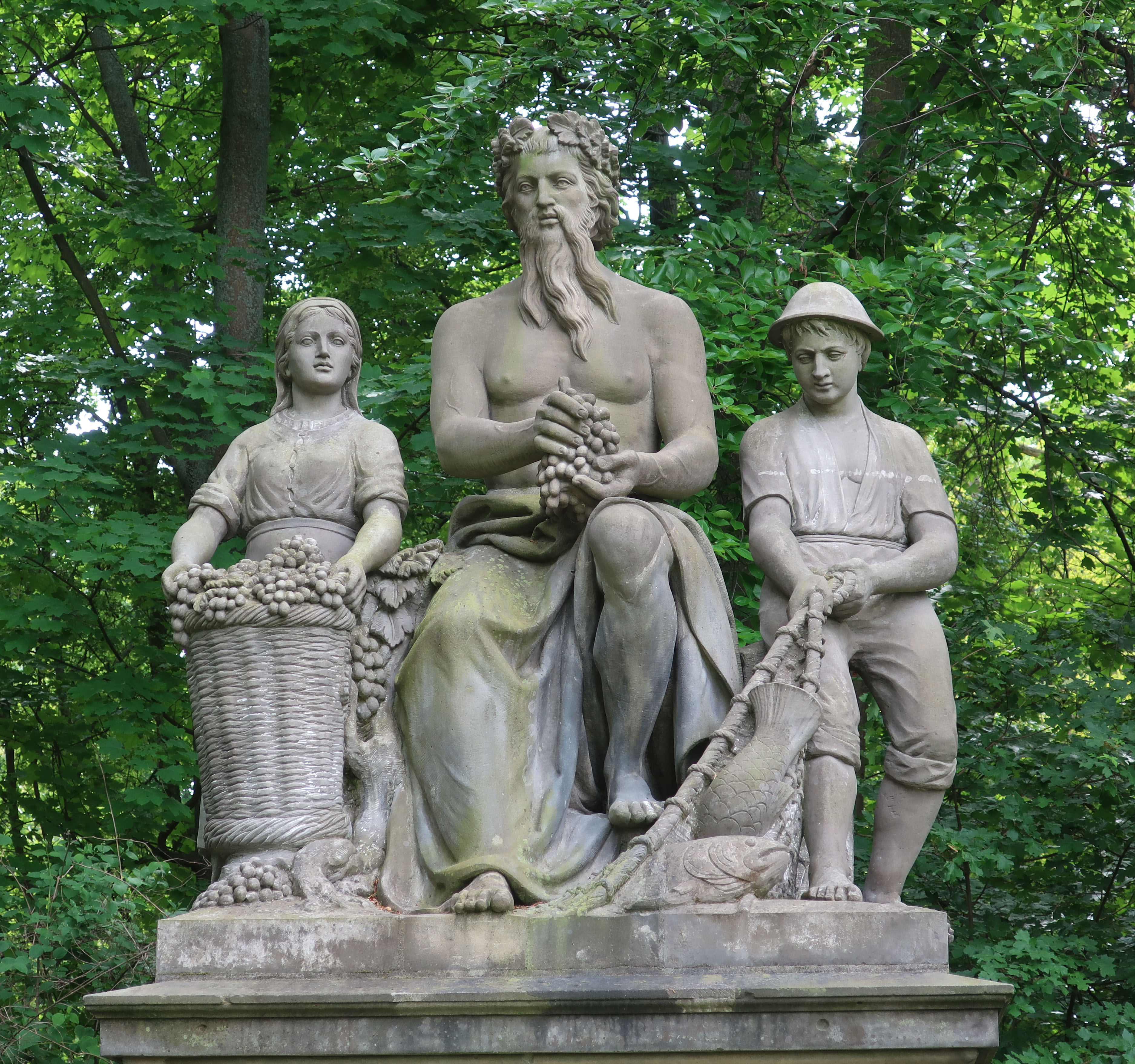
Le Rhin entre la vendange et la pêche, au Tiergarten de Berlin.

Rudolf Schweinitz, né le 15 janvier 1839 à Charlottenburg et mort le 7 janvier 1896 à Berlin, est un sculpteur allemand.

## Biographie
Rudolf Schweinitz étudie entre 1855 et 1865 à l'académie de Berlin auprès d'Hermann Schievelbein qu'il assiste dans la création de son monument dédié au baron vom Stein. En 1865, il se rend à Paris, puis en Italie et effectue ensuite de courts séjours d'études à Copenhague, Munich, Vienne et Pest. Ses personnages de scènes de genre suscitent alors les plus beaux espoirs, qu'il réalise plus tard en abondance. Pourtant, dans une crise existentielle due à un manque de commandes, il se suicide en 1896.

## Quelques œuvres
- Les Glaneurs
- Italienne en prière
- La Belle Psyché, 1871
- Décorations pour la Alte Nationalgalerie avec Otto Geyer (dans le triangle du pignon : groupe des trois arts, et frise de l'escalier d'honneur)
- 1870-1880: ensemble : La Guerre, il est l'auteur d'une des quatre figures de grès au Tiergarten, au sud-ouest de la Haus der Kulturen der Welt. Jusqu'en 1938, elles se trouvaient près du palais du Reichstag à l'ancienne Alsenplatz et ont été déplacées dans le cadre du projet d'Albert Speer de la nouvelle capitale mondiale Germania. C'étaient :

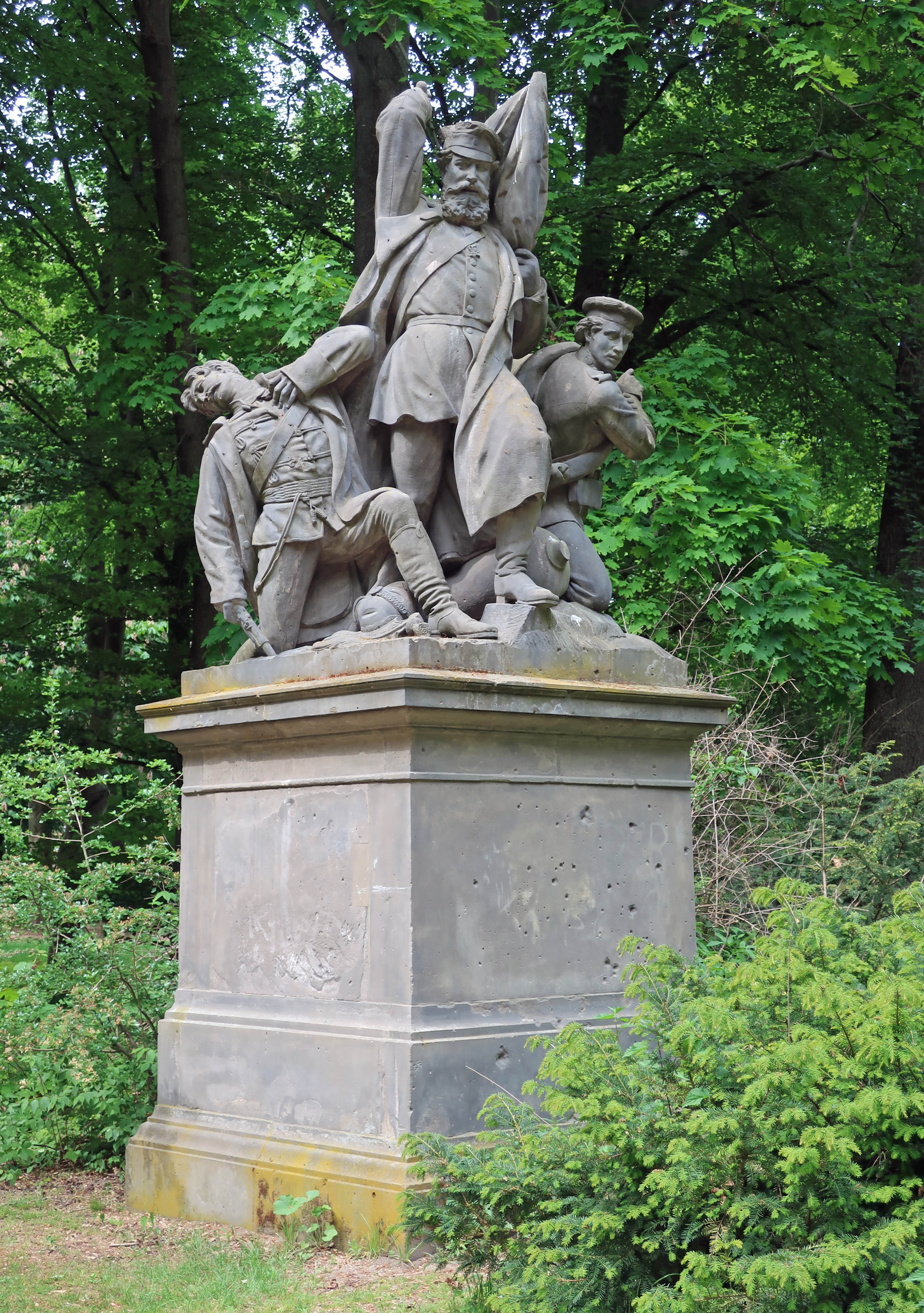
La Bataille.

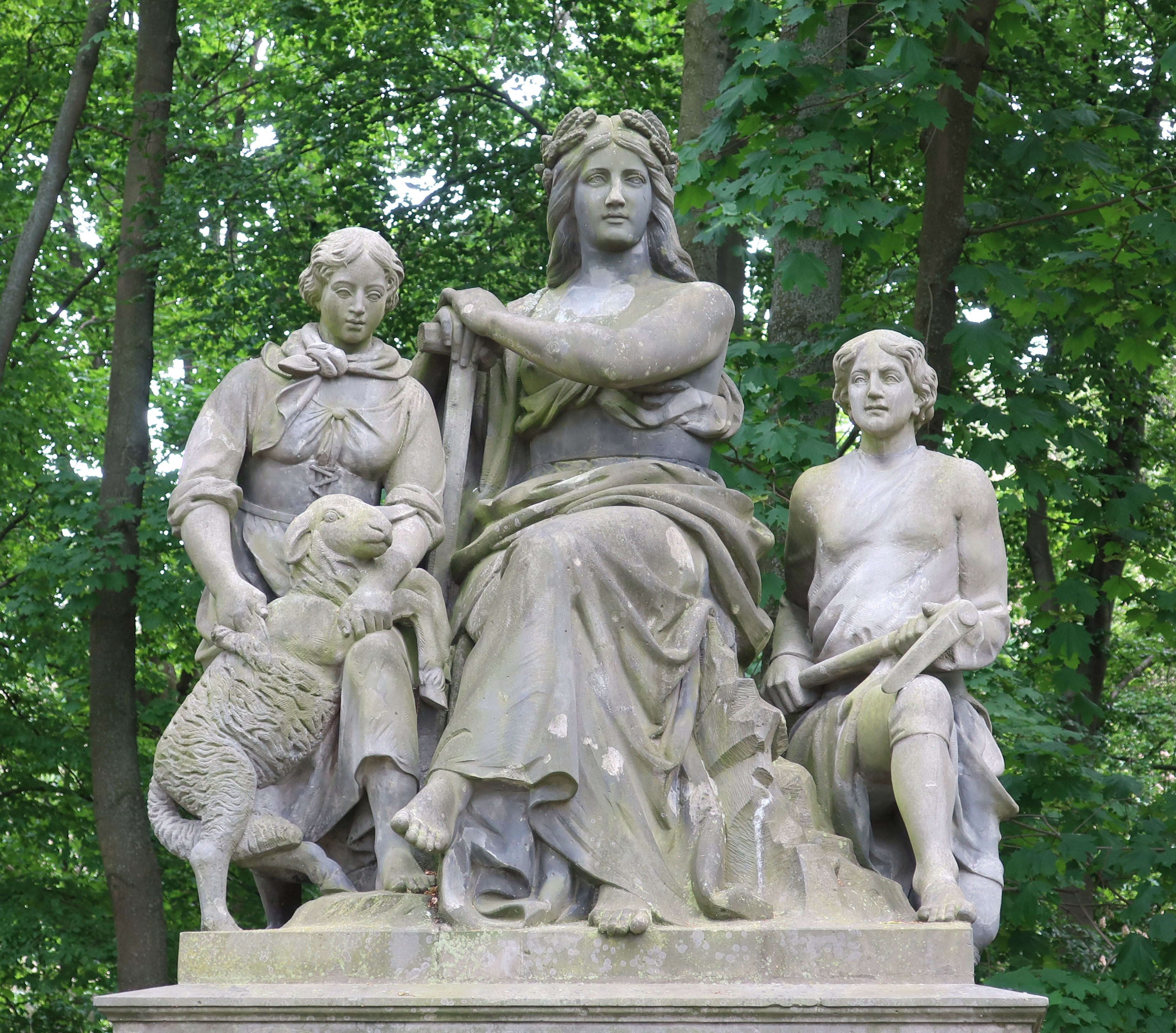
L'Oder avec le tondeur et le mineur.

L'Adieu au compatriote d'August Wittig
La Bataille de Rudolf Schweinitz
Le Soin aux blessés de Ludwig Brodwolf (en partie détruite, mais laissée en place)
Le Retour heureux à la maison d'Alexander Calandrelli
- 1870–1880: ensemble : Les Quatre fleuves allemands, quatre groupes sculptés de grès au Tiergarten, sur la Großfürstenplatz / John-Foster-Dulles-Allee, en face de la Haus der Kulturen der Welt. Ces statues entourent en demi-cercle une fontaine au triton de Joseph von Kopf (de). Certaines figures ont des têtes manquantes, elles sont barbouillées et montrent des impacts de balles. Elles se trouvent actuellement dans un dépôt, seuls la fontaine et les socles sans statues sont en place. Ces éléments ont été restaurés en 2015. Les groupes sculptés sont :

d'August Wittig: La Vistule (entre un bûcheron et une glaneuse)
de Rudolf Schweinitz: L'Oder (une femme, un mineur et un tondeur de moutons)
d'Alexander Calandrelli: L'Elbe (avec Mercure et un garçon avec une roue dentée)
de Rudolf Schweinitz: Le Rhin (entre la vendange et la pêche)
- Germania comme monument aux morts de la ville de Gera, 1874
- En 1874, il travaille avec Alexander Calandrelli et Carl Schuler (de) à la statue équestre de Frédéric-Guillaume III de Prusse à Cologne, après la mort de Gustav Blaeser. Schweinitz est l'auteur des vingt statues sur les côtés du piédestal
- Huit groupes colossaux pour le pont du Roi (Königsbrücke) de Berlin
- Statue du Grand-Maître Hermann von Salza pour la ville de Thorn
- Monument : La combat des chevaliers teutoniques contre les Prussiens païens pour le pont de la Vistule à Thorn.
- Jeune fille après le bain
- Maternité
- Figure Amour en danger, Berlin (Nationalgalerie), 1881
- Bas-reliefs  de l'histoire de Berlin pour les parapets des balcons de l'hôtel de ville de Berlin (frise de façade)
- Bas-reliefs pour le balcon de l'hôtel de ville de Brême
- Vingt statues pour la poste centrale de Cologne
- 1889 Statue funéraire pour la sépulture Riedel, Berlin, cimetière n° II de la paroisse luthérienne Saint-Georges
- 1890 Monument avec buste de l'empereur Guillaume Ier à Wülfrath
- Buste de James Keith
- Buste de Maurice d'Anhalt-Dessau
- Buste du maréchal-comte von Geßler. Ces trois bustes se trouvaient au Temple de la renommée de Berlin (de), détruite en 1945.

## Illustrations

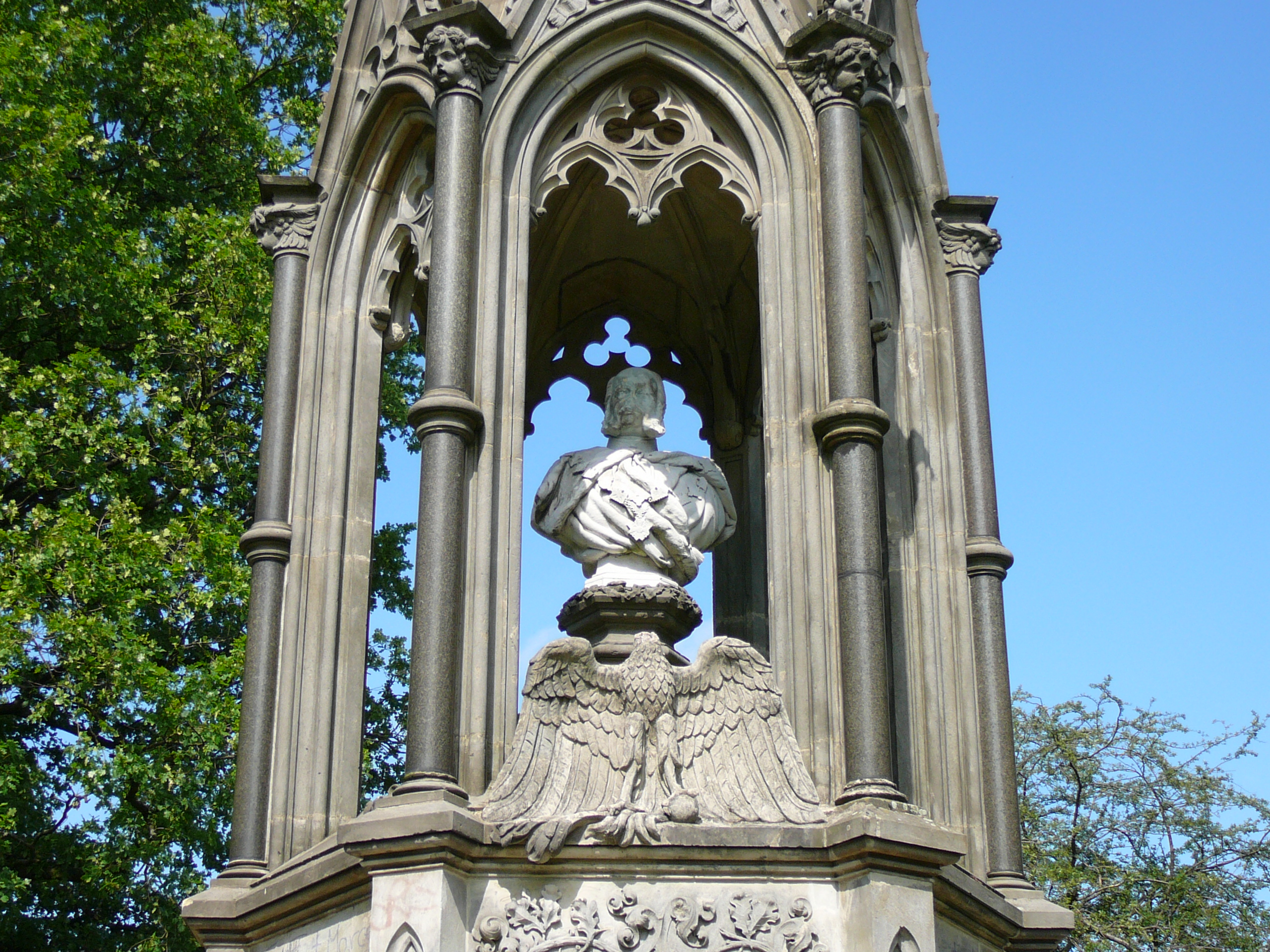
Le monument de Guillaume Ier à Wülfrath.
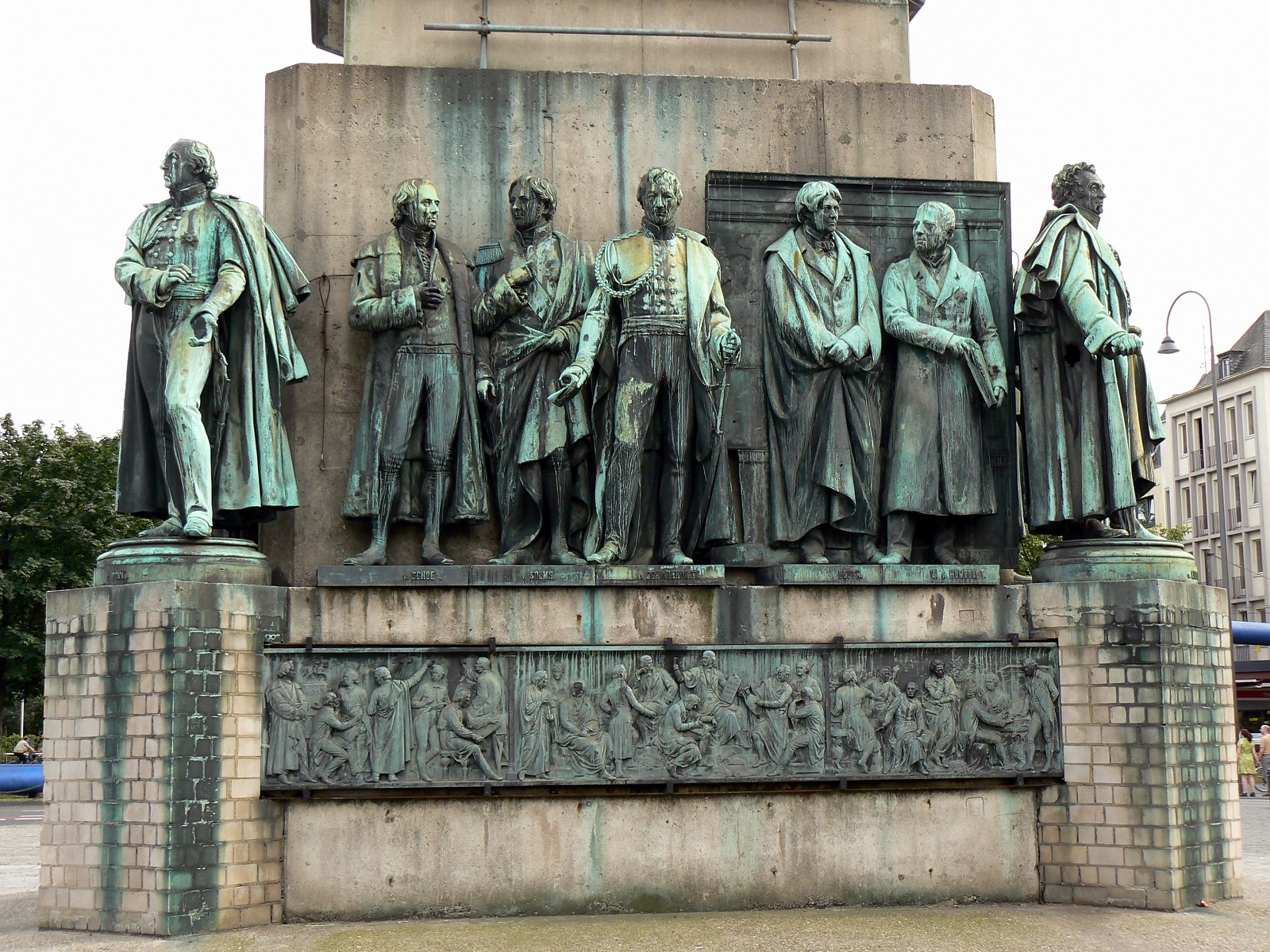
Statues du piédestal de la statue équestre de Frédéric-Guillaume III à Cologne